# نتیجه (فیلم)
نتیجه یک فیلم کمدی رمانتیک مستقل به نویسندگی و کارگردانی اندرو بوجالسکی است. در این فیلم گای پیرس، کوبی اسمالدرز، کوین کوریگان، جووانی ریبیسی، بروکلین دکر، آنتونی مایکل هال و کانستنس زیمر به ایفای نقش می‌پردازند.
پیش از آغاز جشنواره فیلم ساندنز، منافع مالی حاصل از فروش این فیلم توسط شرکت مگنولیا پیکچرز خریداری شد. اولین این نمایش فیلم در جشنواره فیلم ساندنس ۲۰۱۵ در ۲۷ ژانویه ۲۰۱۵ بود. این فیلم با اکران محدود و از طریق ویدئو در صورت درخواست در تاریخ ۲۹ مه ۲۰۱۵ انتشار یافت

## طرح اصلی فیلم
دنی، مرد ثروتمندی که اخیراً طلاق گرفته‌است، وی که همیشه با تکیه بر روی هوی و هوس زندگی اش را می‌گذارند، وارد یکی از سالن‌های بدنسازی در آستین می‌شود و در مورد یک رژیم تناسب اندام با تروور، صاحب این باشگاه مشورت می‌کند. تروور با اجبار کت، یکی از مربیان خود را مسئول می‌داند که با دنی کار کند. کت که همواره مورد توجه و علاقه مشتری‌های خود بوده‌است خلق و خوی خاصی دارد. رابطه او با ترور به دلیل سابقه رفتارهای جنسی که داشته‌اند، پیچیده‌است. کت با دنی در ویلای شخصی خود، جایی که زندگی را با کسالت و افسردگی ادامه می‌دهد، ملاقات می‌کند.
دنی رابطه ای بسیار سریع با کت برقرار می‌کند و به سرعت جذب او می‌شود. او کت را به کشیدن ماری جوانا دعوت می‌کند و ماجرای زندگی اش را برای او شرح می‌دهد که ثروت او، از نامادری تازه درگذشته اش که با مرد ثروتمندی که دنی هرگز او را ملاقات نکرده‌است، به او به ارث رسیده‌است. اینجاست که نخستین بوسه میان این دو نفر شکل می‌گیرد، می‌زنند اما کت مانع از ادامه کار می‌شود. در جلسه بعدی ملاقات آنها، دنی او را با یک شام عاشقانه غافلگیر می‌کند و همین امر باعث می‌شود تا کت، با عصبانیت او را رد کند.
تروور دنی را به عنوان سرمایه‌گذار در مکان جدید شرکت به خدمت می‌گیرد. برخورد او با مشتریان باعث می‌شود کت در مورد زندگی خود تجدید نظر کند و باعث شود او شغل مربیگری خود را ترک کند، اما تلاش او برای احیای رابطه به هم ریخته با ترور باطل می‌شود.
تروور آموزش‌های ورزشی دنی را در سالن ورزشی دیگری از سر می‌گیرد و این موضوع باعث می‌شود که این دو با هم دوست شوند. تروور در همین حین، رابطه گذشته خود را با کت برای دنی آشکار می‌کند و اعتراف می‌کند که عاشق او بوده‌است. دنی واکنش ضعیفی نشان می‌دهد اما او را تشویق می‌کند که رابطه را دنبال کند و سهم خود را از Power 4 Life به قیمت ۱۵۰ دلار به او بفروشد تا دوباره این رابطهٔ شکست خورده را پیوند دهد.
تروور با مربی تناسب اندام خود، گریگوری ملاقات می‌کند تا او را برای هدایت یک سمینار در Power 4 Life جدید دعوت کند، اما در همین ملاقات متوجه می‌شود که خلق و خوی آن‌ها با هم ناسازگار است.
دنی در نیویورک، تلاش می‌کند تا با همسر سابق خود کریستین آشتی کند، اما تلاش‌های او ثمربخش نیست. او با کت و تروور صحبت می‌کند، آنها او را تشویق می‌کنند که از عشق دست نکشد. کت و ترور رابطه جنسی برقرار می‌کنند، اما کت همچنان داغ رابطه پیشین خویش را در سینه دارد. تروور اعتراف می‌کند که او را دوست دارد و کت نیز پاسخ متقابل می‌دهد. این دو نفر با شروع بوسه ای جدید، از آینده ای که در پیش رو دارند، هیجان زده می‌شوند. به پیشنهاد کت، دنی یک مهمانی برای دوستان محلی خود برگزار می‌کند.

## بازیگران
- گای پیرس در نقش ترور
- کوبی اسمولدرز در نقش کت
- کوین کوریگان در نقش دنی
- جیووانی ربیسی در نقش پل
- بروکلین دکر در نقش ارین
- آنتونی مایکل هال در نقش گریگوری
- کنستانس زیمر در نقش مندی
- تیشوان اسکات در نقش لورنزو
- زویی گراهام در نقش تالی
- دیوید برنون در نقش ایوان
- الیزابت بریج در نقش کریستین
- کیتی فولگر در نقش رایلی
- الیزابت مک کوئین به عنوان خودش (کامو)
- پل کوئی به عنوان خودش (کامو)
- زک کارلسون به عنوان خودش (کامو)

## تولید

### بازیگران
گای پیرس و کوبی اسمولدرز به عنوان دو شخصیت اصلی این فیلم معرفی شدند و به جمع بازیگرانی همچون کوین کوریگان، کانستنس زیمر، جیووانی ربیسی، بروکلین دکر و آنتونی مایکل هال پیوستند.

### فیلمبرداری
فیلمبرداری این فیلم در آستین، تگزاس در تابستان ۲۰۱۴ انجام شد.

## حضور در جشنواره
این فیلم در گروه مسابقات دراماتیک ایالات متحده از جشنواره فیلم ساندنس ۲۰۱۵ حضور داشت و اولین بار در جشنواره که در ۲۷ ژانویه ۲۰۱۵ برای تماشای عموم به نمایش درآمد. این فیلم در بسیاری از جشنواره‌های دیگر از جمله اختتامیه جشنواره فیلم پایتخت، South by Southwest , جشنواره بین‌المللی فیلم کلیولند، و جشنواره بین‌المللی فیلم دالاس به نمایش درآمد. این اثر با انتشار محدود و از طریق ویدئو به‌درخواست در تاریخ ۲۹ مه ۲۰۱۵ منتشر شد.

## واکنش‌ها

### واکنش منتقدان
منتقدان، بر اساس بررسی‌های ۷۲ منتقد، ۸۳٪ امتیاز مثبت به فیلم می‌دهند و این فیلم با نمره متوسط ۶٫۴ / ۱۰ در لیست فیلم‌های جهان قرار می‌گیرد. در این اجماع آمده‌است: «نتایج با سرعتی عامدانه و سرسختانه مسیر خویش را ادامه می‌دهد، اما نباید فراموش کرد که انتخال خوب بازیگران مشاهدات بینشگرانه اندرو بوجالسکی، کارگردان و نویسنده، پاداش‌هایی بسیار خوشایند و درخور توجه رای بینندگان صبور این اثر به ارمغان می‌آورند.» Metacritic نیز براساس بررسی ۲۹ منتقد، امتیاز ۷۳ از ۱۰۰ را به فیلم می‌دهد و این نشان دهنده بررسی‌هایی است که معمولاً با عنوان مطلوب و درخور توکه به مخاطب ارائه می‌شود.
کایل اسمیت از روزنامه نیویورک پست با انتقاد از انتخاب بازیگران اظهار داشت: "کوبی اسمولدرز فقط با یک حس شوخ طبعی به سان یک مجسمهٔ یخی در این فیلم عمل می‌کند" در حالی که "شخصیت ضعیف پیرس بسیار بهت زده تر از او است". اسمیت ادامه می‌دهد: "کوریگان گویی تقریباً آخرین مرد روی بوده‌است که برای بازی در این فیلم انتخاب شده‌است، و شاید دومین نفر: کوین اسمیت باشد، اما در عین حال از وجود او می‌توان به عنوان مهم‌ترین نقطهٔ قوت فیلم یاد کرد. ".
ریچارد لاوسون از Vanity Fair معتقد بود که «پیرس، اسمالدرز و کوریگان بازی‌های روان و ساده ای را ارائه می‌دهند، هرگز شخصیت آنها در مقابل بازیشان، هر اندازه که رقت انگیز باشد، تسلیم نمی‌شود. کوبی اسمالدرز اما در این میان، دارای جذابیت‌های به خصوصی است. کت راه راهش مخاطب را تحت تأثیر خویش قرار می‌دهد.» اسکات فونداس از واریته نیز در مورد این فیلم معتقد است: «بوجالسکی نتایج را با در نظر گرفتن بازی بازیگران خاصی نوشته‌است، و نقش‌ها به همان راحتی بازی آن‌ها، گویی تنها برای خودشان نوشته شده‌است». سارا سالووارا از مجله فیلمساز نیز دربارهٔ این فیلم می‌گوید: بعد از تمامی نکات باید این موضوع را در نظر گرفت که بوجالسکی و یار دیرینه اش ماتیاس گرونسکی در این اثر نشان می‌دهند که توانایی بسیار خوبی در زمینه ساخت فیلم‌هایی از این دست دارند. "
الکساندر لاو با اختصاص سه ستاره از پنح ستاره به این فیلم می‌گوید:"با آن که نتایح یک فیلم از هر نظر از جمله طراحی‌های هم چون نور، صحنه، لباس و دیگر طراحی‌ها لذت بخش است، اما باید گفت که به فیلم‌های موفق سال‌های اخیر نزدیک بوده‌است و از این حیث می‌بایست به تولیدکنندگان آن تبریک گفت.